# Павлов, Павел Ильич
Па́вел Ильи́ч Па́влов (1919—1963) — советский лётчик-ас истребительной авиации Военно-Морского флота, участник Великой Отечественной войны, Герой Советского Союза (22.07.1944). Полковник (21.12.1956).

## Биография
Павел Павлов родился 16 ноября 1919 года в деревне Плосково (ныне — Боровичский район Новгородской области). Окончил семь классов школы, занимался в аэроклубе.
В октябре 1938 года Павлов был призван на службу в Рабоче-крестьянскую Красную Армию. В 1940 году он окончил Военно-морское авиационное училище имени И. В. Сталина в Ейске. После выпуска направлен в ВВС Балтийского флота пилотом в 71-й истребительный авиационный полк. Но вскоре его перевели в 21-й истребительный авиационный полк ВВС Балтийского флота.
Участник Великой Отечественной войны с 22 июня 1941 года. Всю войну прошёл в составе 21-го истребительного авиаполка, стал командиром звена, затем заместителем командира эскадрильи, а в марте 1944 года и сам возглавил эскадрилью. Начал летать на самолёте И-153, на нём же одержал и свою первую победу в августе 1941 года. Затем воевал на Як-1, Як-7 и Як-9. Участвовал в битве за Ленинград с 1941 по 1944 годы.
В полку воевал ещё один Павел Павлов, только с отчеством «Иванович». Чтобы их не перепутать, товарищи называли Павла Ивановича Павлом-большим (он был старше по возрасту и по званию), а Павла Ильича — Павлом-маленьким. Павел-большой в 1944 году стал командиром полка. Только в одном Павел-маленький его опередил, став Героем на полгода раньше.
В боевом вылете 31 августа 1942 года самолёт Павлова был подбит огнём зенитной артиллерии и сам он получил множественные осколочные ранения обеих голеней и стоп, на горящей машине сумел перелететь линию фронта и произвести вынужденную посадку на лес. Оказал сам себе первую медицинскую помощь, но встать на ноги не смог. Несколько раз стрелял из пистолета для привлечения внимания, но местность оказалась безлюдной. Пробовал ползти, пытаясь выбраться на дорогу, но от кровопотери через несколько десятков метров потерял сознание. Когда пришёл в себя, вернулся к самолёту, рассчитывая на выручку однополчан, видевших его посадку. Они не подвели — срочно организовали поиск и на следующий день лётчик был найден. В госпитале пришлось провести три месяца.
В воздушном бою 20 марта 1943 года спас командира полка Героя Советского Союза подполковника Якова Слепенкова, на которого набросились сразу четыре немецких истребителя. Павлов направил свою машину прямо на атакующие истребители и огнём с минимальной дистанции сбил одного из них, вынудив остальных отвернуть в сторону.
К 22 апреля 1944 года командир эскадрильи 21-го истребительного авиаполка 8-й минно-торпедной авиадивизии ВВС Балтийского флота капитан Павел Ильич Павлов совершил 557 боевых вылетов, принял участие в 40 воздушных боях, сбив 10 вражеских самолётов лично и ещё 3 — в паре.
Указом Президиума Верховного Совета СССР от 22 июля 1944 года за «образцовое выполнение боевых заданий командования на фронте борьбы с немецкими захватчиками и проявленные при этом отвагу и геройство» капитану Павлу Павлову присвоено звание Героя Советского Союза с вручением ордена Ленина и медали «Золотая Звезда» за номером 4000.
14 сентября 1944 года попал в авиационную катастрофу из-за отказа двигателя на взлёте, с высоты 5 метров с неубранными шасси на большой скорости самолёт рухнул на землю. Лётчик получил тяжелейшие ушибы, повлекшие остановку работы сердца, но благодаря профессиональным действиям полкового врача сердце удалось запустить вновь. Через месяц лётчик вновь вернулся в строй.
К Победе выполнил 602 боевых вылета, провёл 46 воздушных боёв, в которых сбил лично 13 и в составе пары 4 самолёта противника.
После окончания войны П. И. Павлов продолжил службу в Военно-Морском флоте, в том же полку до января 1948 года, когда его направили на учёбу. В 1948 году окончил Высшие офицерские курсы авиации ВМС и последующие несколько лет служил на Тихоокеанском флоте: заместитель командира и инспектор-лётчик по технике пилотирования в 88-и гвардейском истребительном авиационном полку, с с июля 1951 года командовал 57-м отдельным и 22-м гвардейским истребительными авиаполками, с октября 1956 года — 18-м гвардейским истребительным авиаполком. В 1956 году он окончил Военно-морскую академию.
В январе 1957 года возглавляемый им полк был передан в Войска ПВО страны. С сентября 1958 года П. И. Павлов командовал истребительной авиацией Таллинской дивизии ПВО. С июня 1960 года — заместитель начальника штаба по боевому управлению — оперативный дежурный по командному пункту 14-й дивизии ПВО.
Подполковник Павел Павлов умер 15 сентября 1963 года, похоронен на Военном кладбище Таллина.

## Награды
- Герой Советского Союза (22.07.1944)
- Орден Ленина (22.07.1944)
- Четыре ордена Красного Знамени (16.12.1941, 14.08.1942, 03.05.1943, 31.01.1946)
- Орден Красной Звезды (5.11.1954)
- Медаль «За боевые заслуги» (15.11.1950)
- Медаль «За оборону Ленинграда»
- Ряд других медалей СССР[7]